# Prostitution en Thaïlande
La prostitution est illégale en Thaïlande, et elle y est officiellement réprimée depuis 1960 et des lois punissant le proxénétisme, le racolage et le trouble à l'ordre public y sont appliquées. Cependant elle est tolérée en pratique et en partie contrôlée ; elle est estimée correspondre à un revenu de 6,4 milliards de dollars US en 2015, ce qui représente environ 1,5 % du PIB du pays. Elle est clandestine dans beaucoup d'endroits, et des autorités locales y ayant des intérêts commerciaux en protègent souvent l'exercice. Il est difficile de chiffrer le nombre exact de prostitués des deux sexes : les estimations divergent considérablement et sont sujettes à des controverses nationales et internationales. La prostitution est attestée en Thaïlande depuis au moins six siècles, et bien qu'elle ne soit pas considérée comme convenable, elle n'y souffre pas d'un ostracisme sévère. Mais elle a été favorisée et organisée par les armées japonaises puis américaines, surtout  depuis la guerre du Viêt Nam, et la Thaïlande a acquis une réputation internationale de destination du tourisme sexuel, la prostitution y étant souvent pratiquée sous le couvert de bars et de « salons de massage ». Ces activités en sont devenues plus contrastées, entre la pratique d'un métier « comme un autre » et une importante recrudescence de la criminalité liée au commerce du sexe : pédophilie, traite des êtres humains, esclavagisme sexuel.

## Historique
L'histoire de la prostitution en Thaïlande remonte au moins à six siècles, avec les références explicites données par le voyageur chinois Ma Huan (vers 1430 ; son récit fut publié en 1451) puis par des visiteurs européens (comme Jacob van Neck en 1604). On sait par ailleurs que durant le royaume d'Ayutthaya (1351–1767), la prostitution, principalement liée à l'immigration chinoise, avec une forte proportion de prostituées chinoises ou d'esclaves, était légale et taxée, et que l'État gérait des  maisons de passe.  C'est donc un phénomène ancien, mais initialement limité, qui a connu un fort développement au tout début du XXe siècle, et qui a ensuite été exacerbé par l'occupation japonaise durant la Seconde Guerre mondiale et par l'utilisation de la Thaïlande comme zone de « repos et détente » par les forces américaines durant la guerre du Viêt Nam (entre 1963 et 1973).
La Thaïlande a une tradition ancienne et continue de textes législatifs, réunis sous le titre d'écrits dhammasatthas (en), dans lesquels la prostitution est diversement définie, mais universellement réprouvée. Cette tradition disparut au début du vingtième siècle, mais ces anciens textes ont inspiré la lettre et le sens de la législation contemporaine.
La prostitution est officiellement illégale en Thaïlande depuis 1960, lorsqu'une loi fut promulguée sous la pression de l'ONU.  La répression au nom de cette loi est très légère, et lorsqu'une telle répression se fait sentir, ce sont toujours les prostituées, et non les tenanciers de maisons closes, qui sont sanctionnées. Le gouvernement créa alors un système de surveillance des prostituées pour empêcher qu'elles soient maltraitées et pour contrôler la propagation des maladies vénériennes.
Cette loi fut remplacée par la loi de prévention et de suppression de la prostitution en 1996.

## Situation légale
En 2019, le cadre légal concernant la prostitution en Thaïlande correspond à une politique prohibitionniste, et repose sur trois lois :

### La loi de prévention et de suppression de la prostitution
La loi de prévention et de suppression de la prostitution (1996, datée officiellement de 2539 en calendrier thaïlandais) est l'élément central du dispositif légal réprimant la prostitution. Cette loi donne une définition de la "prostitution" comme étant « un rapport sexuel, ou tout autre acte destiné à satisfaire les désirs sexuels d'une autre personne de manière immorale, en échange d'argent ou d'autres bénéfices, indépendamment du sexe des deux personnes concernées ». Cependant, une définition claire de la phrase “de manière immorale” (promiscuous) n'est pas donnée.
La loi prescrit qu'une personne cherchant une activité sexuelle « ouvertement et honteusement » (autre phrase non clairement explicitée), ou qui cause ainsi « un trouble à l'ordre public » sera condamnée à une amende ne dépassant pas 1000 bahts, alors que celles fréquentant un « établissement de prostitution » risquent une peine de prison allant jusqu'à un mois. L'expression "établissement de prostitution" n'est pas clairement définie, bien qu'elle puisse être interprétée comme désignant tout endroit où l'on se livre à la prostitution, particulièrement dans les cas mettant en jeu des enfants (les pénalités sont plus élevées dans ce cas, allant jusqu'à six ans de prison pour des enfants de moins de 15 ans) — entre adultes, la loi n'est en général pas appliquée à la prostitution se déroulant dans des lieux privés. La loi impose également des pénalités plus lourdes pour les propriétaires d'établissements et les entremetteurs : un emprisonnement de trois à quinze ans, et plus encore pour des enfants ou de la prostitution forcée,,,. Le code criminel prévoit également des pénalités pour le proxénétisme, ou pour l'utilisation de l'argent tiré de la prostitution,.
La loi fut rédigée en pensant tout particulièrement à la prostitution des enfants et au trafic sexuel. La section 8 punit les clients ayant un rapport sexuel avec un enfant de moins de quinze ans d'un emprisonnement de deux à six ans et d'une amende pouvant s'élever à 120 000 bahts. Pour des travailleurs du sexe entre 15 et 18 ans, la peine prévue est la moitié de la précédente.
Concernant le trafic humain, la section 9 stipule que :

« Toute personne qui en séduit une autre, l'enlève, ou simplement la fournit à fin de la prostituer, même si cette dernière est consentante, et quand même les actes délictueux ne seraient pas commis dans le Royaume, encourt une peine de prison de un à dix ans, et une amende de vingt à deux cent mille bahts. »

Lorsque les actions visées par la section 9 sont accomplies au moyen de « fraude, mensonge, menace, violence ou exercice abusif de l'autorité », les peines peuvent être alourdies d'un tiers.

### La loi d'amendement au code pénal
Cet amendement de 2003 ne déclare pas explicitement que la prostitution est illégale en Thaïlande, mais le Titre IX, section 286 du code pénal dit que : “Toute personne, de plus de seize ans, qui vit des gains d'une prostituée, même si ceux-ci sont une partie de son revenu [sic], sera puni d'une peine de prison de sept à vingt ans, et d'une amende de quatorze mille à quarante mille bahts, ou d'emprisonnement à vie.” Bien que des peines spécifiques ne soient pas mentionnées, la même section pénalise toute personne qui (i) habite ou s'associe fréquemment avec une prostituée, (ii) reçoit de l'argent, un logement ou un autre avantage d'une prostituée ou (iii) aide une prostituée dans un différend avec un client.
La loi vise aussi à faire disparaître la prostitution enfantine : le Titre IX, section 279 déclare que : « quiconque commettra  un acte indécent sur un enfant de moins de quinze ans, consentant ou non, sera puni d'une peine de prison d'au plus dix ans et/ou d'une amende d'au plus vingt mille bahts », mais cette section n'est pas complètement claire, faute de définir ce qu'est un "acte indécent".

### La loi sur les lieux de divertissement
La loi sur les lieux de divertissement (1966) rend responsable le propriétaire de certains établissements si des actes de prostitution s'y déroulent. Elle précise également que les travailleurs du sexe doivent passer une année de réhabilitation dans un centre spécialisé après la fin de la peine infligée pour s'être prostitué.

### Évolution depuis 2003
Le dispositif légal exposé ci-dessus étant loin d'être systématiquement employé, le ministère de la Justice proposa en 2003 de légaliser la prostitution, la transformant en un métier officiel, imposable et disposant d'une assurance-maladie ; un débat public fut organisé sur ce thème. La légalisation et la réglementation étaient proposées comme des moyens d'augmenter le revenu de l'État, de réduire la corruption, et d'améliorer la situation des travailleurs du sexe. Cependant, il ne fut pas donné suite à ce projet.
En juillet 2016, le gouvernement thai a tenté d'abolir le tourisme sexuel ; Kobkarn Wattanavrangkul, ministre du tourisme, déclarant : « Les touristes ne viennent pas en Thaïlande pour le sexe, mais pour notre belle culture [...] Nous voulons que le tourisme en Thaïlande soit de qualité, et que l'industrie du sexe disparaisse. ». Cependant, Kobkarn perdit son poste en novembre 2017, et ce projet semble avoir été abandonné.
En 2020, la fermeture des frontières en réaction à la pandémie de Covid-19 a amené à une quasi- disparition des clients étrangers des travailleurs du sexe, et a une baisse importante de leurs revenus.  35 pour cent d'entre eux se sont vu refusé l'accès aux aides publiques, et beaucoup ont dû se reconvertir en dehors de l'industrie du sexe. Le Département des affaires familiales a déclaré qu'ils fournissait des aides et des formations, et envisageait de modifier la loi pour leur permettre d'accéder  à la sécurité sociale, dont seuls 5 pour cent bénéficient actuellement.

## Étendue de la prostitution
Une publication de 2003 estimait les revenus de ce commerce à 4,3 milliards de dollars US, soit environ 1 % du PIB de la Thaïlande, estimation réévaluée en 2015 à 6,4 milliards de dollars US. 
Les estimations du nombre de prostituées sont sujettes à controverse. En 2004, Nitet Tinnakul, de l'université Chulalongkorn, donnait un total de 2,8 millions de travailleurs du sexe, dont 2 millions de femmes, 20 000 mâles adultes, et 800 000 mineurs (de moins de 18 ans), mais la plupart des observateurs estimaient que ces chiffres étaient grossièrement surestimés, et résultaient d'une méthodologie médiocre. Selon un rapport de 2001 de l'OMS : « D'après les estimations les plus fiables, il y a entre 150 000 et 200 000 travailleurs du sexe. ». Un rapport gouvernemental de 2007 recense 76 000 à 77 000 prostituées adultes dans des établissements de plaisir licenciés, cependant, des associations non gouvernementales pensent qu'il y en aurait entre 200 000 et 300 000. En 2015, Havocscope, une base de données sur le marché noir international, donnait le chiffre approximatif de 250 000 prostituées en Thaïlande, tandis que ONUSIDA estimait la population totale de travailleurs du sexe à 147 000. 

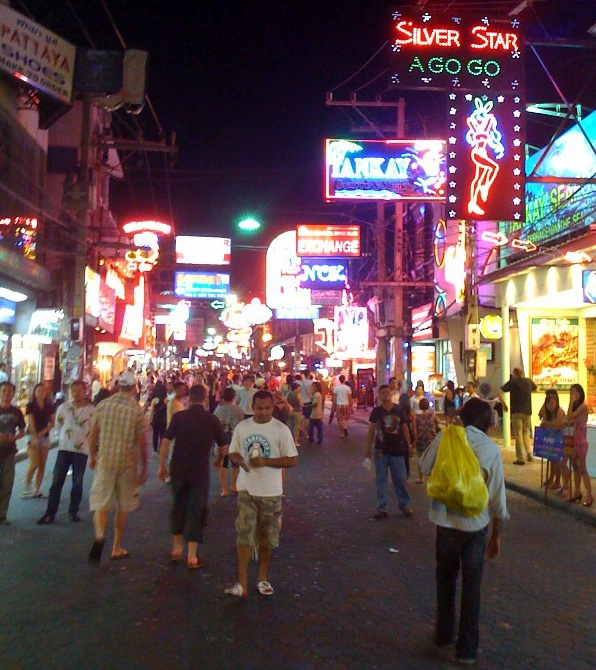
Vie nocturne dans Walking Street, à Pattaya.

Bien que les zones de « prostitution touristique » soient généralement associées à Bangkok (Patpong, Nana Plaza, et Soi Cowboy), Pattaya, et Phuket (Patong), en y rajoutant Hat Yai et d'autres villes frontalières destinées aux Malaisiens, la prostitution existe dans presque toutes les grandes villes du pays. Par exemple, on a suggéré qu'il y avait 10 000 prostituées sur la seule île de Ko Samui, une destination touristique non particulièrement associée à la prostitution, et qu'au moins 10 % des dollars des touristes y étaient dépensés dans le commerce du sexe. 
Chiang Mai et Ko Samui (à Chaweng et Lamai) sont aussi des centres importants. À Bangkok, le district de loisirs de Ratchadaphisek (en) contient plusieurs vastes établissements proposant des massages sexuels. Même des bars à karaoké de petites villes de province ont des hôtesses qui, outre des chansons thaïes traditionnelles, proposent parfois des services sexuels.

### Prostituées étrangères
En 1996, il y avait au moins 5000 prostituées russes opérant en Thaïlande, la plupart venues par des réseaux contrôlés par des mafias russes.

## Situation sanitaire
Plus de 530 000 Thaïs étaient porteurs du virus du sida en 2008, avec plus de 40 % de nouvelles infections chez les 15 à 24 ans,.
La prévalence du sida en Thaïlande, particulièrement parmi les travailleurs du sexe, a été remarquée par les médias et les autorités académiques ; la Thaïlande a accueilli la quinzième Conférence internationale sur le sida, en 2004.
Mechai Viravaidya, surnommé "Mr. Condom", a fait campagne sans relâche en Thaïlande pour l'utilisation des préservatifs et la prise de conscience des conduites sexuelles à risque. Ministre du Tourisme et de la prévention du Sida entre 1991 et 1992, il a aussi créé la chaîne de restaurants Cabbages and Condoms (Choux et condoms), où l'on fournit des préservatifs gratuits aux clients.
Après le premier plan quinquennal du gouvernement Thai destiné à combattre l'épidémie de sida (incluant le programme « 100 % condom » dû à Mechai en 1994), l'utilisation de préservatifs dans le commerce du sexe augmenta probablement considérablement, mais on ne dispose pas de données fiables récentes à ce sujet. Le programme prévoyait en particulier d'apprendre aux travailleurs du sexe à refuser la pénétration sans préservatif, et contrôlait les statistiques des cliniques pour localiser les établissements n'utilisant pas de condoms.
La Thaïlande fut louée pour ses efforts à la fin des années 1990, mais une étude de 2005 montra que le manque de soutien public au cours des années précédentes avait amené à une recrudescence de la maladie ; en 2008, Family Health International (en) envisageait cependant une disparition presque totale de nouvelles infections à partir de 2015.

## Explication de la prévalence et de la tolérance de la prostitution

### Coutumes de la société thaï

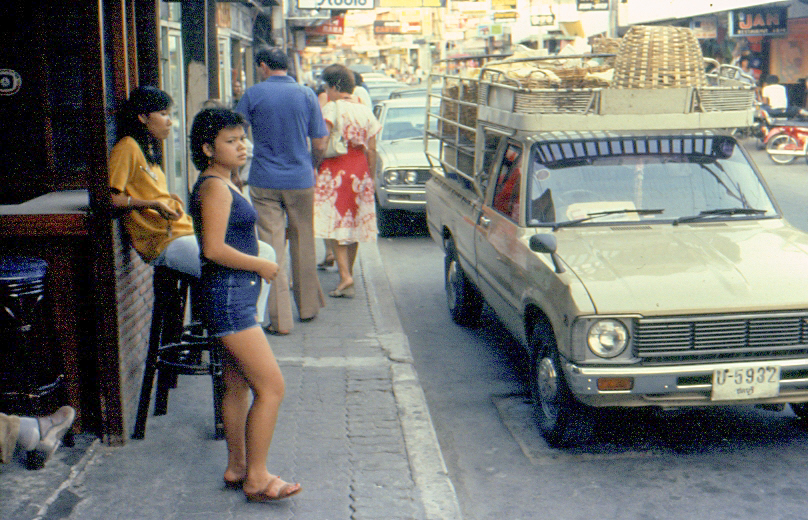
Prostituées à Bangkok en 1982.

La société thaï suit un ensemble unique de mœurs sexuelles, souvent contradictoires. Il n'est pas inhabituel (quoique non nécessairement accepté) qu'un homme fréquente une prostituée ou une maîtresse qu'il entretient ; beaucoup de femmes thaï pensent que l'existence de la prostitution diminue l'incidence du viol. De nombreux Thaïs estiment que la prostitution a toujours été, et sera toujours, un élément du tissu social de la Thaïlande.
Selon une étude de 1996, les Thaïs (hommes et femmes) perçoivent les pulsions sexuelles masculines comme beaucoup plus intenses que celles des femmes, et pensent qu'alors que ces dernières peuvent contrôler leurs désirs, ceux des hommes correspondent à « un besoin physiologique fondamental, ou un instinct », et que ceux-ci ont également besoin d'un « changement occasionnel de partenaire ». Aussi, contrairement à l'infidélité masculine, l'infidélité féminine est extrêmement mal vue par la culture thaïe, et, comme le montre une enquête de 1993, même les relations sexuelles des femmes non mariées sont désapprouvées. Il résulte de cette dissymétrie que la sexualité avec les prostituées, qu'elle soit pré-maritale ou extra-maritale, est acceptée, attendue, et parfois même encouragée chez les hommes (tant qu'elle reste occasionnelle et récréative). D'ailleurs, pour un homme marié, la fréquentation de prostituées est jugée moins dangereuse pour son couple qu'une relation de longue durée avec une « épouse secondaire ».
Un autre aspect important de la question est que les Thais se considèrent généralement comme très tolérants vis-à-vis des autres, et en particulier de ceux qu'ils perçoivent comme opprimés. Cette tolérance a permis à la prostitution de se développer sans être stigmatisée comme elle peut l'être ailleurs. Ainsi, une étude de 1996 montre que les gens désapprouvent en général la prostitution, mais de manière modérée et non durable, car beaucoup de prostituées subviennent ainsi aux besoins de leur famille. D'ailleurs, il n'est pas rare que des hommes acceptent d'épouser une ancienne prostituée. Une étude de 2009 sur le bien-être subjectif des prostituées montre que, pour les travailleuses du sexe interrogées, leur activité était devenu un travail comme un autre.

### Politique et prostitution
Chuwit Kamolvisit (en) est le propriétaire de plusieurs salons de massage de Bangkok (Copacabana, Victoria's secret, Emmanuelle, Honolulu...) et il est considéré par beaucoup comme « un parrain de la prostitution thaïlandaise». Il provoqua en 2003 un scandale majeur en révélant que certains de ses meilleurs clients étaient des politiciens et des officiers de police, auxquels il prétendait avoir offert, en une dizaine d'années, plus de deux millions d'euros de pots-de-vin pour que son activité dans le commerce du sexe (consistant officiellement en massages non-érotiques, dans les Ab Ob Nuat de Soapland) ne soit pas inquiétée. En 2005, il fut élu pour quatre ans au parlement thaï, mais en 2006 le conseil constitutionnel annula cette élection ; en octobre 2008, il se présenta au poste de gouverneur de Bangkok, mais ne fut pas élu. En mai 2011, Chuwit créa un nouveau parti politique, le Rak Prathetthai (« amour de la Thaïlande »),, qui obtint quatre sièges aux élections législatives de juin ; en septembre 2012, il donnait à l'université d'Hatyai (en) une conférence remarquée sur les liens entre la police thaïlandaise et l'industrie du sexe. À la suite du coup d’État de 2014, il fut arrêté, et emprisonné. Pour Chuwit, corruption, prostitution et casino  font partie intégrante de la Thaïlande. Ils en sont ses ressorts même. Il affirme qu'il garde dans un livret secret le nom de tous les policiers qu'il a payés au cours des dix dernières années ; qu'il a offert de nombreuses sessions dans ses salons de massage à des policiers et hommes politiques connus. En 2022 et 2023, le sexagénaire Chuwit, trublion de la vie politique de la Thaïlande, mène une campagne virulente de dénonciation contre des gangsters chinois et des policiers corrompus.
Bien que le commerce du sexe à destination des étrangers puisse être considéré comme de notoriété publique, les pratiques s'adressant aux hommes thaïs n'avaient jamais fait l'objet d'une enquête avant 2003, sans même parler de mentionner les exploits sexuels des inattaquables personnalités officielles. Le soutien de la prostitution est cependant très répandu dans les cercles politiques, ainsi que le BBC News en rendait compte en 2003 : « les députés du parti au pouvoir (Thai rak Thai) s'échauffent devant les plans des leaders du parti, qui voudraient les empêcher d'avoir des maîtresses, ou de fréquenter des bordels »… « Un député expliqua au journal The Nation que si ces règles étaient mises en œuvre, le parti ne pourrait présenter qu'une trentaine de candidats, à comparer avec les deux cents députés siégeant actuellement sous son étiquette »
Les attitudes de ces politiciens envers les femmes furent explicitées par le député Thirachai Sirikhan, déclarant à The Nation : « Avoir une maîtresse (mia noi) est un droit individuel. Cela ne devrait poser aucun problème, tant que le politicien ne fait aucun mal à sa famille ou à la société ».
Après un raid de la police sur des salons de Bangkok durant lequel des policiers avaient eu des relations sexuelles avec des prostituées, le colonel Varanvas Karunyathat, chef de la police du quartier de Sutthisan, les défendit en disant que « ces policiers devaient le faire pour avoir des preuves leur permettant une arrestation »[réf. souhaitée]. Il semble que ce soit une pratique courante, un incident identique ayant été révélé lors d'une opération de ce type à Pattaya en mai 2007.
Kritaya Archavanitkul, une démographe militante des droits de l'homme, interviewée par l'Institut des Études Internationales de l'UC Berkeley, déclara à ce sujet :

« C'est malheureux à dire, mais la structure sociale thaïe tend à accepter ces abus, et même à les encourager : d'une part, nous avons des lois et des règlements justifiant l'existence de ces établissements de plaisir ; de plus, il y a une mafia intervenant au sein des partis politiques, et perpétuant ces abus. L'autre raison est un facteur culturel ;  je ne sais pas ce qui se passe ailleurs, mais en Thaïlande, la fréquentation des prostituées est une composante acceptée du comportement sexuel des hommes. C'est vrai dans toutes les classes sociales, même si ce n'est pas pratiqué par tous les hommes ; aussi ils ne voient pas le problème. Et comme les législateurs sont pour l'essentiel des hommes, bien sûr, ils ne voient pas le problème non plus. Ils savent qu'il y a de nombreuses femmes qui sont amenées à se prostituer en Thaïlande. Ils savent que certaines sont traitées brutalement, violemment. Mais ils ne pensent pas que ce soit une situation horrible. Ils pensent que cela ne concernent que quelques cas malencontreux. Et à cause des bénéfices, je pense que beaucoup ont un intérêt à cette situation, et donc ferment les yeux devant les abus. »

### Crime organisé
Selon un rapport du gouvernement fédéral américain publié en 2003, des maisons closes, casinos, et établissements de plaisir possédés par des chinois existent dans tous les quartiers chauds des villes thaïlandaises. Le rapport affirme que beaucoup de ces établissements, outre qu'ils apportent des revenus à leurs propriétaires, sont des centres de trafic humain, de trafic de drogue et d'extorsion. Les gangs de criminels chinois pratiquant le trafic humains sont appelés “Piglet Gangs” (petits cochons) par la police thaïe.

### Religion
Dans son livre Disposable People: New Slavery in the Global Economy (Personnes jetables : le nouvel esclavage dans la mondialisation), Kevin Bales affirme que pour le bouddhisme thaï, les femmes sont naturellement inférieures aux hommes, et que Bouddha aurait dit à ses disciples qu'elles étaient « impures, charnelles, et corruptrices ». Les Thaïs pensent également que l'éveil spirituel ne peut être atteint par les femmes. Bales fait aussi remarquer que dans le Vinaya (ensemble de règles monastiques), dix sortes d'épouses sont décrites, et que les trois premières sont des femmes qui sont payées pour leurs services. En conséquence, les épouses thaïs contemporaines acceptent la prostitution ; le sexe avec les prostituées est vu comme sans conséquences affectives, et les femmes préfèreront voir leurs époux se livrer à du sexe récréatif plutôt que de chercher une concubine.
Le bouddhisme demande aussi « l'acceptation et la résignation face à la douleur et à la souffrance », en accord avec la croyance dans le karma et dans l'expiation des pêchés d'une vie antérieure, ce qui peut amener à considérer que les souffrances des prostituées résultent de leur karma.

## Formes de prostitution
La prostitution en Thaïlande est pratiquée dans de nombreux types d'établissements, comme des lupanars, des salons de massage, des saunas, des bars à hôtesses, des go-go bars, des « bars à bière », et des salons de karaoké,.

### Ab Ob Nuat
Un Ab Ob Nuat ("bain et massage", en thai) est le plus souvent un établissement proposant un massage effectué par une masseuse nue utilisant tout son corps (à ne pas confondre avec le massage thaï traditionnel), parfois dans un bain, accompagné de services sexuels (masturbation, fellation, voire rapport sexuel), ces derniers étant souvent connus sous le nom de « finition heureuse » (happy ending). Dans ces établissements, similaires aux soaplands du Japon, et sans doute inspirés par eux[réf. souhaitée], les clients sont en général des hommes, et les masseuses des prostituées.

### Salons de massage
Bien que la Thaïlande soit aussi connue pour sa technique de massage traditionnel (Nuat Phaen Boran), dans laquelle intervient par exemple la marche sur le dos du massé, de nombreux salons de massage proposent également des massages érotiques, pouvant se conclure par une prestation additionnelle telle qu'une masturbation, une fellation, ou un rapport sexuel. La différence avec les "bains et massages" est que les salons de massage ne sont pas tous concernés par la prostitution.

### Bars
La forme la plus répandue d'interaction des prostitués avec les occidentaux (les farangs) passe par les différentes sortes de bars. Des jeunes femmes (des bargirls (en), ou des hommes pour les bars gays, ou des personnes trans, les katoï) sont employées par les bars comme danseuses (dans le cas des go-go bars) ou simplement comme hôtesses, encourageant les clients à leur payer à boire, et prêtes à passer tout ou partie de la nuit avec eux s'ils paient une compensation au bar (bar fine). De plus, certains bars n'employant pas ce système encouragent des prostituées « indépendantes » (dans ce contexte) ou occasionnelles à solliciter des clients dans leurs locaux, les poussant ainsi à la consommation.

## Prostitution et crime organisé en Thaïlande

### Prostitution enfantine
On ignore le nombre exact d'enfants prostitués en Thaïlande. Selon l'institut de recherche “Protection Project”, basé aux États-Unis, les estimations du nombre d'enfants s'y livrant à la prostitution vont de 12 000 à des centaines de milliers (d'après ECPAT). Le gouvernement, des chercheurs universitaires et des ONG ont estimé qu'il y avait entre trente et quarante mille prostitués ayant moins de 18 ans, sans compter les immigrants (US Department of State, 2005b). Mais l'Institut de Recherche sur le Système de Santé Thaï estime que les mineurs constituent 40 % des prostitués en Thaïlande.
Parmi les causes de l'exploitation sexuelle des enfants, on trouve :
- la pauvreté : une importante partie de la population vit en dessous du seuil de pauvreté[53].
- la situation en Isan: les enfants des tribus de cette région frontalière du nord-est souffrent d'un niveau de pauvreté particulièrement élevé, et ne disposent le plus souvent pas de titres de citoyenneté. Ils n'ont alors pas accès aux soins ou à l'enseignement primaire, ce qui à son tour limite leurs possibilités de trouver un emploi.
- le trafic d'enfants : de nombreux enfants sont introduits ou déplacés par des réseaux criminels, mais aussi par d'anciennes victimes de trafic, et par des policiers des douanes et des services d'immigration[réf. nécessaire], qui les amènent dans des bordels dans toute la Thaïlande.
- le sens du devoir familial : la tradition veut que le premier devoir d'une fille soit d'entretenir sa famille par tous les moyens possibles. Pour rembourser des dettes familiales, de nombreuses filles sont forcées de se prostituer[54].

Des enfants sont exploités dans les établissements de plaisir, mais aussi abordés directement dans la rue par des pédophiles cherchant une relation. Le tourisme sexuel impliquant des enfants est un sérieux problème ; la Thaïlande, comme le Cambodge, l'Inde, le Brésil et le Mexique, est un des pays identifiés comme points chauds de l'exploitation sexuelle des enfants. Les pédophiles, en particulier, exploitent la législation laxiste du pays, et vont jusqu'à se procurer de fausses identités pour éviter les poursuites.
En 2017, le gouvernement a lancé une campagne destinée à décourager cette forme de tourisme sexuel, refusant l'entrée à des pédophiles condamnés, et distribuant brochures et vidéos stigmatisant ces activités.

### Trafic d'êtres humains
La Thaïlande est signalée par l'ONUDC à la fois comme une destination majeure des victimes du trafic d'êtres humains, et comme une source majeure de ces victimes.
Un pourcentage difficile à estimer de prostituées de plus de 18 ans, y compris d'étrangères venues d'Asie et d'Europe, sont soumises à un esclavage sexuel. La culture thaï attachant une grande importance à la discrétion, il est extrêmement difficile pour quelqu'un ne parlant pas parfaitement la langue, et n'étant pas un chercheur professionnel, d'obtenir des données fiables à ce sujet.
Des témoignages font état de corruption de policiers, pour qu'ils facilitent les formes les plus sévères de trafic.
Les gens des minorités ethniques formant les tribus des collines (en) du nord-est (Akhas, Lahu, Karens, Hmong, Yao et Lisu), dont beaucoup n'ont pas de statut légal, courent un risque particulièrement élevé ; en particulier, les femmes de ces régions pauvres font l'objet d'un trafic interne vers Bangkok à des fins d'exploitation sexuelle.
Selon Trading Women (en), un documentaire de 2003, la plupart des femmes ainsi amenées en Thaïlande viennent de Birmanie (les autres provenant du Cambodge, du Laos et des minorités ethniques du Yunnan). Le film mentionne comme causes profondes du trafic la situation économique et politique de la Birmanie, la destruction des économies traditionnelles des tribus des collines due au développement et aux programmes de lutte contre l'opium, et la corruption prévalant dans la police et chez les gardes frontaliers.
Il arrive aussi que des femmes thaïes soient amenées par ruse au Japon et vendues à des bordels contrôlés par les yakuzas, où elles sont forcées de travailler pour rembourser ce qu'elles ont coûté. Il est facile de leur faire passer la frontière, la Thaïlande ayant plusieurs centaines de points de passage où des papiers ne sont pas demandés. En 2006, dans un procès devant faire date, Urairat Soimee fit en Thaïlande une demande de réparations civiles contre les auteurs thaïs de son enlèvement, ceux-ci ayant déjà été condamnés au pénal. Elle avait réussi à échapper à ses ravisseurs en tuant au passage la mama-san d'origine thaïe qui la gardait, ce pour quoi elle avait passé cinq ans dans une prison japonaise.
En 2017, un scandale mettant en jeu de nombreux policiers a fait apparaître au grand jour des pratiques systématiques de corruption impliquant l'offre de prostituées souvent mineures en guise de « dessert »,.

## Organisations de soutien
De nombreuses organisations de soutien des travailleurs du sexe existent en Thaïlande. La plupart essaient de dissuader les femmes de s'engager dans ce métier ou de le continuer.
La fondation SHE (Self Help & Empowerment) est une association caritative chrétienne, aidant les femmes et les enfants impliqués dans le commerce sexuel à Phuket. SHE offre un programme de prévention proposant aux femmes un logement et une formation hôtelière gratuits, ainsi que des emplois de fabrication de bijoux.
EMPOWER est une ONG thaï qui propose des services de santé, d'éducation et de conseil aux prostituées. L'organisation cherche à réhabiliter les travailleurs sexuels ; fondée par une ancienne prostituée, Chantawipa Apisuk, elle opère depuis 1985, avec des bureaux à Patpong (à Bangkok), Chiang Mai, Mae Sai (en) et la plage de Patong (à Phuket).
SWING (Service Workers in Group) est une filiale de EMPOWER, proposant ses services aux hommes et femmes travailleurs du sexe à Patpong et Pattaya. Elle organise des cours d'anglais, d'éducation sexuelle, distribue des préservatifs, et s'occupe de la santé des prostitués en fournissant des examens médicaux à tarif réduit. SISTERS est une organisation similaire plus récente, s'adressant aux personnes trans de Bangkok et de Pattaya,.
Fight Against Child Exploitation (FACE) est une organisation se focalisant sur la prostitution et le trafic d'enfants ; c'est en Thaïlande le principal partenaire de l'ONU sur ces questions.
La Population and Community Development Association (en) (PDA), dirigée par Mechai Viravaidya, a été pionnière de la planification familiale et du sécuri-sexe en Thaïlande il y a plus de trente ans. L'organisation n'est plus vraiment focalisée sur ces questions, mais continue à fournir de l'information, des préservatifs, et des programmes de prévention dans tout le pays.
International Justice Mission est une organisation des droits de l'homme basée aux États-Unis, opérant en Thaïlande (spécifiquement dans la région de Chiang Mai) pour secourir des prostituées en situation d'esclavage sexuel.
La Father Ray Foundation à Pattaya fournit aux enfants vulnérables des soins et des logements au Children's Home et au Drop-In Centre for Street Kids. Les femmes exploitées et leurs enfants reçoivent des soins et de l'éducation à la Fountain of Life.
The Well, un autre service chrétien basé aux États-Unis et faisant partie de l'organisation Servantworks, s'est occupé de travailleurs du sexe et de personnes à risque en Thaïlande depuis 2004. The Well propose des emplois alternatifs, des opportunités déducation et d'apprentissage, et des services sociaux pour aider les femmes et leurs familles.
Le projet SOLD, commencé en 2007, cherche à supprimer la prostitution enfantine par l'éducation. La mission de l'organisation est « de prévenir la prostitution des enfants au moyen de programmes culturels à destination des plus vulnérables, en diffusant leurs histoires pour donner aux personnes compatissants et créatives le pouvoir d'agir ».